# Standard input
Standard input förkortas stdin och syftar på indata (input) i ett dataflöde. Detta kan sättas i kontrast med utdata (output) som benämns Standard output och stdout. Till detta kan även stderr, Standard error, tilläggas som syftar på det flöde som rapporterar felmeddelanden.
Dessa flöden används i kommunikation mellan olika program.

## Exempel
Detta kan illustreras med hjälp av unixverktygen echo och grep i en terminalemulator.
```
$ 
echo
 
"hello world"

hello world

```

'hello world' är här utdata (stdout) från echo. En kan kombinera detta med en pipe, ett vertikalstreck '|' och grep där pipen hjälper till att skicka vidare utdata från echo till ett annat program.
```
$ 
echo
 
"hello world"
 
|
 
grep
 
-o
 
"world"

world

```

I ovanstående tar grep, tillsammans med switchen '-o' (kort för --only-matching), utdata från echo som indata (stdin) och söker efter ordet 'world' och återger det sedan som sin egen utdata.